# 김효민 (배드민턴 선수)
김효민(1995년 12월 8일~)은 대한민국의 배드민턴 선수이다. 2015년 제28회 광주 하계유니버시아드대회 배드민턴 혼합단체전 금메달 및 2014년 제17회 인천 아시안게임 배드민턴 여자단체전 은메달을 획득했다.